# Falling Down
A Falling Down az amerikai együttes, a Selena Gomez & the Scene debütáló kislemeze. A dalt Ted Bruner és Trey Vittetoe írta, emellett a produceri munkákat is ők végezték. 2009. szeptember 25-én jelent meg a szám digitális letöltés formájában. A szám mindössze néhány európai ország dallistáján jelent meg, jelentéktelen eredményekkel, illetve a Billboard Hot 100 és Canadian Hot 100 alsó szegmensében. Maga a dal dance-pop stílusú, de szintipop és pop-rock elemeket is tartalmaz. A kritikusok többsége pozitívan fogadta a szerzeményt, és annak megfogó dalszövegét, mely többek között a hírnevet gúnyolja ki. A videóklipben Selena egy fotósorozaton látható, majd csapatával együtt előadja a művet. Rengeteg fellépésük volt a dallal, többek között a Dancing with the Stars vendégei voltak.

## Háttér és kiadás
A számot Ted Bruner, Trey Vittetoe és Gina Schock szerezte, utóbbi – aki a The Go-Go’s tagja – az album egyéb számaiban is segédkezett. Egy interjúban Selena elárulta, hogy a szöveg elsősorban a hollywoodi életet gúnyolja ki. Később a Just Jared Jr. című műsorban fejtette ki véleményét bővebben a szám tartalmával kapcsolatban: „Hollywoodról szól, és arról, hogy az emberek mit gondolnak róla, meg hogy milyen mű tud lenni. Vidám, szerintem lányoknak van mondanivalója, számomra Hollywoodról szólt, de lehet szó bunkó lányokról, ex-barátokról, vagy bárki másról.” 2009. augusztus 25-én jelent meg digitálisan az Egyesült Államokban és Kanadában. Ausztráliában 1 hónappal később, szeptember 25-én jelent meg. Először a Dancing with the Stars kilencedik szériájában adta elő az együttes a dalt. A fellépést Derek Hough és Karina Smirnoff egészítették ki táncukkal. Tamara Brooks így kommentálta az előadást:
„A dal fülbemászó, de Selena nem tűnik túl nyugodtnak a színpadon. Olyan… próbaszerű. De a tánc fantasztikus volt.”
A csapat rengeteg koncerten lépett fel a számmal: olyan 2009-es és 2010-es koncertkörutakon, mint a House of Blues Tour, a Kiss & Tell Tour, valamint Fairs & Festivals turnén.

## Kereskedelmi fogadtatás
A dal 2009. szeptember 12-én debütált a Billboard Hot 100 listán, 93. helyezéssel. A lista 82. helyéig jutott. Eddig ez volt az együttes legkevésbé sikeres dala az Egyesült Államokban. Ugyanazon a héten a Canadian Hot 100-on is megjelent, 69. hellyel debütálva. Két hetet töltött a listán, a második hétre 82. helyre esett vissza. 2010. január 9-én újra megjelent a Billboard Hot 100-on, 92. hellyel. Az Australian Hitseekers Singles Chart listán sikerült 11. helyezést elérnie a kislemeznek. A Japan Hot 100 24. helyezésről indult 2010. március 6-án. Egy héttel később már 15. volt.

## Videóklip
A Falling Down klipjét Chris Dooley rendezte. A kisfilmet a Disney Channel mutatta be, a Varázslók a Waverly helyből – A film premierje után 2009. augusztus 28-án. Az iTunes-on másnap jelent meg. A kisfilmben Gomez egy fotósorozaton látható, egyes jelenetekben az együttes további tagjai is megjelennek.

## Számlista és formátumok
- Digitális letöltés[3]

1. Falling Down – 3:05

## Közreműködők
- Dalszerzés: Ted Bruner, Trey Vittetoe, Gina Schock
- Produkció: Ted Bruner, Trey Vittetoe
- Keverés: Clif Norrell

Forrás:

## Slágerlistás helyezések
| Kislemezlista (2009–10)             | Legjobb helyezés |
| ----------------------------------- | ---------------- |
| Australian Hitseekers Singles Chart | 11               |
| Canadian Hot 100                    | 69               |
| Japan Hot 100                       | 15               |
| Billboard Hot 100                   | 82               |

## Megjelenések
| Ország           | Dátum                | Formátum           |
| ---------------- | -------------------- | ------------------ |
| Kanada           | 2009. augusztus 25.  | Digitális letöltés |
| Egyesült Államok | 2009. augusztus 25.  | Digitális letöltés |
| Ausztrália       | 2009. szeptember 25. | Digitális letöltés |

## Fordítás
- Ez a szócikk részben vagy egészben  a   Falling Down (Selena Gomez & the Scene song) című angol Wikipédia-szócikk fordításán alapul.  Az eredeti cikk szerkesztőit annak laptörténete sorolja fel. Ez a jelzés csupán a megfogalmazás eredetét és a szerzői jogokat jelzi, nem szolgál a cikkben szereplő információk forrásmegjelöléseként.